# كيث هاكني
كيث هاكني (بالإنجليزية: Keith Hackney)‏ هو لاعب كاراتيه أمريكي، ولد في 15 أبريل 1958 في روسلي في الولايات المتحدة.

## وصلات خارجية
- الموقع الرسمي
- كيث هاكني على موقع يو إف سي (الإنجليزية)
- كيث هاكني على موقع شيردوغ (الإنجليزية)
- كيث هاكني على موقع IMDb (الإنجليزية)
- كيث هاكني على موقع قاعدة بيانات الفيلم (الإنجليزية)